# Los plateados
Los Plateados é uma telenovela produzida Telemundo entre 28 de março e 31 de outubro de 2005.
É um remake da telenovela chilena Los Pincheira produzida em 2004
Foi protagonizada por Mauricio Islas, Dominika Paleta e Tamara Monserrat e antagonizada por Humberto Zurita.

## História
A histórico da novela que ocorre nos estados de Guanajuato e Taxco, no México durante o final dos anos 1800 ao início dos anos 1900. Los Plateados é sobre os bandidos que intitulam-se Os Prateados, o que significa que os homens da prata. O bando é composto por três irmãos e uma irmã. 
O chefe do bando é Gabriel personagem de Mauricio Islas. Ele é também o mais velho de seus irmãos. Ele se apaixona por Camila vivida por Tamara Monserrat, a esposa de Emilio Gallardo interpretado por Humberto Zurita, uma forte vontade em torno de homem que ainda dorme com muitas mulheres, incluindo a irmã mais velha de Camila a vilã Luciana vivida por Dominika Paleta. 
Camila também é apaixonado por Gabriel, mas ela é casada com Emilio. Camila é foi a casar com Emilio, porque a sua família precisa de apoio financeiro que pode proporcionar Emilio. No dia do casamento de Camila é raptada por Gabriel e levada para a floresta. Embora nada acontece entre eles, Gabriel deixa Camila livre. Após esse encontro Camila e Gabriel começar lutar por esse amor. 
O objetivo dos prateados é trazer justiça para os que se opõem. Os prateados é como um grupo de Robin Hood. O outro objetivo deles é a vingança do pai, que morreu há muitos anos.

## Elenco
- Mauricio Islas - Gabriel Campuzano
- Dominika Paleta - Luciana Castañeda
- Tamara Monserrat - Camila Castañeda
- Humberto Zurita - Emilio Gallardo
- Rodrigo Oviedo - Tomas Campuzano
- Angelica Celayo - Ximena Campuzano
- Marta Aura - Augusta Villegas
- Alvaro Guerrero - Aurelio Villegas
- Wendy de los Cobos - Ofelia Castañeda
- Gloria Peralta - Samia Bashur
- Juan Carlos Martin del Campo - Manuel Campuzano
- Guillermo Quintanilla - Nicanor
- Claudia Lobo - Irene Villegas
- Eduardo Victoria - Andres Castañeda
- Hector Arredondo - Leonardo Villegas
- Teresa Tuccio Isabel - Villegas
- Rocio Verdejo - Yamile Ibn Zahib
- Maria Aura - Esperanza Castañeda
- Alberto Guerra - Yasir Bashur
- Michelle Vargas - Laila Bashur